# Campus de Llamaquique
El campus de Llamaquique es uno de los campus de la Universidad de Oviedo. Está situado en el centro de Oviedo, en la zona de Llamaquique, Asturias. Creado a mediados del siglo XX.

## Descripción
Tienen su sede en este campus:
- Facultad de Ciencias
- Facultad de formación del Profesorado y Educación
- Facultad de Geología